# C10H22N4
分子式C10H22N4（摩尔质量：198.31 g/mol）可以指：
- 1,2-二(1-哌嗪基)乙烷，CAS号：19479-83-5
- 胍乙啶，CAS号：645-43-2

|  | 这个同类索引页列出了具有相同分子式的化学物（即同分異構體）条目。 除非您是有意链接至本页，否则应将相应条目的内部链接指向正确的条目。 |